# Drosophila megapyga
Drosophila megapyga är en tvåvingeart som beskrevs av Léonidas Tsacas 1981. Drosophila megapyga ingår i släktet Drosophila och familjen daggflugor.
Artens utbredningsområde är Kamerun.